# Gustaf Henriksson Holmberg

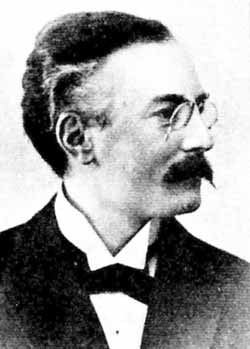
Gustaf Henriksson Holmberg

Gustaf Henriksson "H:son" Holmberg, född 3 februari 1864 i Torsåkers socken, Ångermanland, död 20 juli 1929 i Stockholm, var en svensk tidningsman, socialist och författare.

## Biografi
Efter examen vid Ultuna lantbruksinstitut och studier i Stockholm och Berlin undervisade Holmberg vid olika folkhögskolor. Han arbetade som journalist och var medarbetare i Västernorrlands allehanda 1891—1893 och i Nordsvenska dagbladet juli 1893 — februari 1894. Åren 1895-1910 var han redaktör för Hudiksvalls allehanda och 1901-03 för Dalarnas nyheter. 
Från 1906 verkade Holmberg som för fattare i sociala ämnen. Under sin tid i Berlin lärde Holmberg känna filosofen Eugen Dühring, om vilken han skrev att dennes "väldiga författarsnille åstadkom en fullständig revolution i mitt inre". Senare påverkades han även av anarkisterna Pierre-Joseph Proudhon, Michail Bakunin och Pjotr Kropotkin och han kände personligen den senare. Han var även starkt påverkad av den svenske filosofen Nils Herman Quiding. 
Holmberg betecknade sig själv 1911 som "socialist, utan att tillhöra något parti" och han engagerade sig för arbetarnas sak och reformering av kriminalvården. I tal och skrift kämpade han även för att Amaltheamännen skulle friges. Han var en av sin tids främsta kännare av anarkismens och syndikalismens idéer.